# Erwin Riess

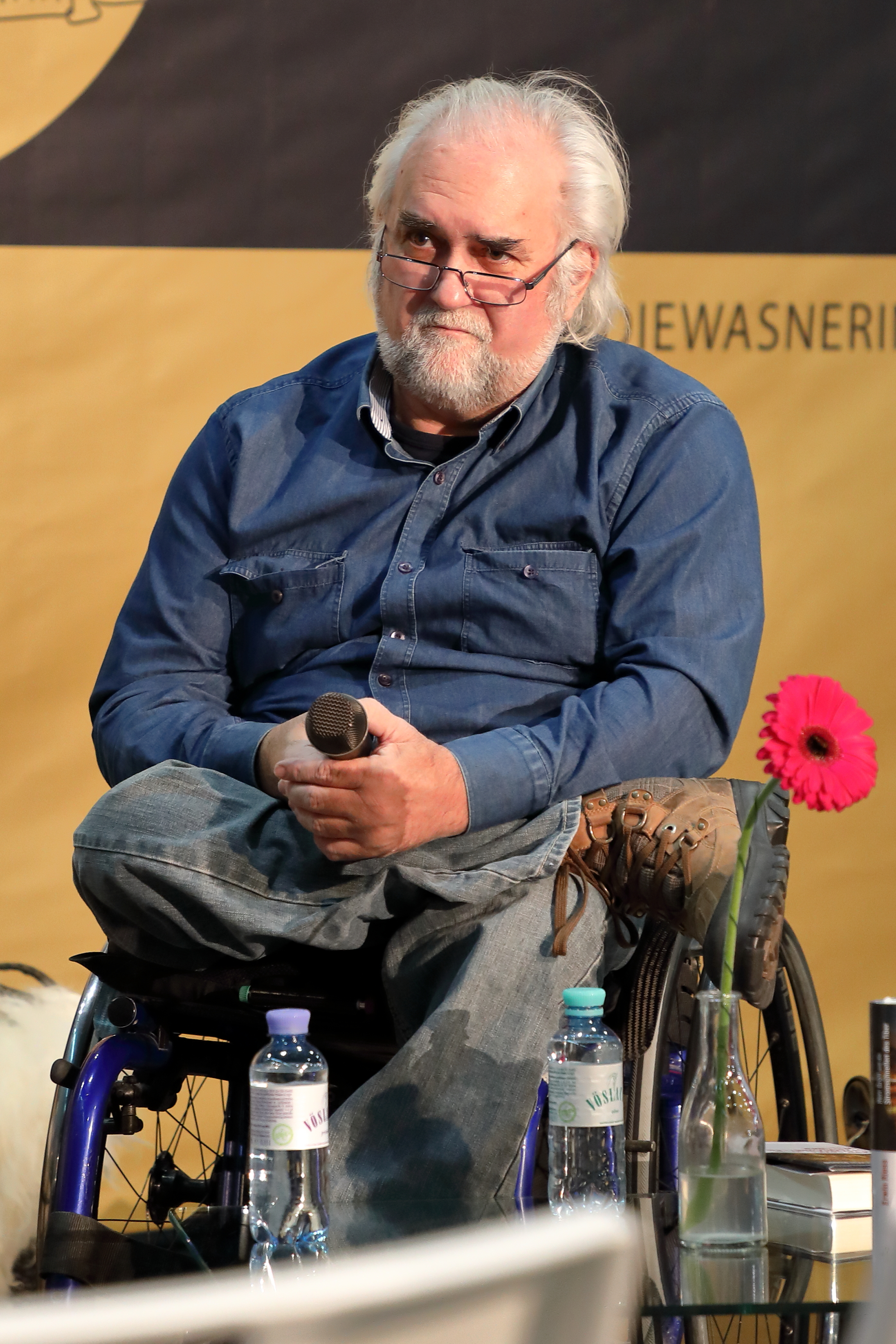
Erwin Riess (2017)

Erwin Riess (* 13. März 1957 in Wien; † 25. März 2023 in Kärnten) war ein österreichischer Politikwissenschaftler und Publizist; ab 1983 Rollstuhlfahrer, war er Behindertenaktivist und ab 1994 freier Schriftsteller. Er verfasste Theaterstücke, Hörspiele, Drehbücher und Prosa.

## Leben
Nach der Schulzeit in Krems, Niederösterreich, studierte Riess an der Universität Wien Politik- und Theaterwissenschaft, wurde 1984 am Institut für Staatswissenschaft mit der Dissertation Ökonomische und staatliche Strukturen des österreichischen Kapitalismus im Aufriß zum Dr. phil. promoviert und arbeitete zunächst als Verlagslektor.
Nach einem Rückenmarkstumor wurde er zum Rollstuhlbenutzer. Er engagierte sich für die Anliegen behinderter Menschen in der Gesellschaft. Von 1984 bis 1994 war er wissenschaftlicher Referent für behindertengerechtes Bauen im österreichischen Wirtschaftsministerium. Er engagierte sich bei EUCREA, dem europäischen Netzwerk für Kreativität von und für Personen mit Behinderung. 1998, 2000 und 2002 hatte er an der Universität Klagenfurt Gastprofessuren für Integrationspädagogik inne.
Seit 1994 lebte er als freier Schriftsteller. Bekannt wurde er als Theaterautor und Verfasser von absurden Kriminalromanen. 1998 war er Writer in Residence an der New York University. Er schrieb u. a. regelmäßig für die linken Zeitschriften Volksstimme und konkret und in der linken Tageszeitung junge Welt, in der er unter dem Titel „Korrespondent Groll“ regelmäßig aus Österreich berichtete.
Erwin Riess, der ab 2007 in Wien und Kärnten lebte, engagierte sich auch politisch und kandidierte bei der Nationalratswahl 2017 für die KPÖ Plus.

## Stipendien und Auszeichnungen
- 1992: Hans-Weigel-Literaturstipendium
- 1997: Wiener Autorenstipendium
- 2002: Würdigungspreis des Landes Niederösterreich für Literatur

## Werk
Sein Stil zeichnet sich durch hintersinnigen Witz und eine omnipräsente, bis zum Sarkasmus gesteigerte Abrechnung mit der Ignoranz der Gesellschaft aus, der das Wort Barrierefreiheit unbekannt geblieben scheint. Seine Figur des Floridsdorfer Rollstuhlfahrers und Schiffsfanatikers Groll (in Erzählungen und mehreren Romanen) kämpft in absurden Situationen gegen diese bei Architekten und Politikern gleichermaßen verbreitete Blindheit an. Es ist jedoch nicht der Behinderung der Hauptperson geschuldet, dass die seltsamen Aufträge, die Groll vom in New York domizilierten Italiener Giordano erhält, jeweils desaströs enden: Vielmehr lässt sich an den Geschichten beobachten, wie ein einzelner mit Humor und vor allem unerschöpflicher Ausdauer gegen das unfaire Wüten des Schicksals angeht und sich im Hindernislauf des Alltags behauptet.

## Werke
Eigenständige Veröffentlichungen
- Ökonomische und staatliche Strukturen des österreichischen Kapitalismus im Aufriß. Aspekte einer materialistischen Staats- und Gesellschaftstheorie. Dissertation, Universität Wien 1984.
- Kuruzzen. Ein Stück. Literaturedition Niederösterreich, St. Pölten 1993, ISBN 3-90111-715-6.
- Herr Groll erfährt die Welt. Im Rollstuhl durch gelähmte Zeiten. Erzählungen. Elefanten-Press, Berlin 1996, ISBN 3-885-20583-1.
- Giordanos Auftrag. Roman. Elefanten Press Verlag, Berlin 1999, ISBN 3-88520-735-4.
2013 erschien unter dem Titel Herr Groll und die ungarische Tragödie eine überarbeitete Neuauflage.
- Heimatkunde Österreich. Ein Land zwischen Donau und Alpen, Prinz Eugen und Haider, edlen Rittern und braunen Kameraden. Essays, Dramolette, Glossen. KVV Konkret, Hamburg 2003, ISBN 3-930-78641-9.
- Die Ferse des Achilles. Zur Bedeutung behinderter Menschen für die Gesellschaft. Bibliothek der Provinz, Weitra 2003, ISBN 3-902-41602-5.
- Stücke 1994–2004. Theaterstücke: Kuruzzen. Hawkings Traum. Adieu Madrid. Bomben auf Venedig. Die Alchemistin. Krüppelgespräche. Herr Grillparzer. Mein Österreich. Krupp oder Auf der Höhe der Zeit. Literaturedition Niederösterreich, St. Pölten 2004, ISBN 3-90111-777-6.
- Der letzte Wunsch des Don Pasquale oder Giordanos Bitte. Roman. Otto Müller Verlag, Salzburg 2006, ISBN 3-7013-1120-X.
- Herr Groll auf Reisen. Erzählungen. Otto Müller Verlag, Salzburg 2008, ISBN 978-3-7013-1150-7.
- Herr Groll und der rote Strom. Roman. Otto Müller Verlag, Salzburg 2010, ISBN 978-3-7013-1170-5.
- Herr Groll im Schatten der Karawanken. Ermittlungen in Kärnten. Roman, Otto Müller Verlag, Salzburg und Wien 2012, ISBN 978-3-7013-1192-7.
Taschenbuchausgabe: Haymon, Innsbruck 2017, ISBN 978-3-7099-7868-9.

- Herr Groll und die ungarische Tragödie. Roman. Mit einem Nachwort des Autors zur überarbeiten Neuauflage. Otto Müller Verlag, Salzburg 2013, ISBN 978-3-7013-1211-5.
Taschenbuchausgabe: Haymon, Innsbruck 2019, ISBN 978-3-7099-7870-2.
- Herr Groll und das Ende der Wachau. Roman. Otto Müller Verlag, Salzburg und Wien 2014, ISBN 978-3-7013-1221-4.
- Stücke 2005–2016. Theaterstücke: Der Don-Giovanni-Komplex. Das Tschernobyl-Experiment. Loibl-Saga. Umwege zur Lust. Literaturedition Niederösterreich, St. Pölten 2017, ISBN 978-3-90271-737-5.
- Herr Groll und die Stromschnellen des Tiber. Roman. Otto Müller Verlag, Salzburg und Wien 2017, ISBN 978-3-7013-1254-2.
- Herr Groll und die Donaupiraten. Roman. Otto Müller Verlag, Salzburg und Wien 2019, ISBN 978-3-7013-1272-6.
- Herr Groll und das Ende der Wachau. Kriminalroman. Haymon Verlag, Innsbruck und Wien 2021, ISBN 978-3-7099-7869-6.
- Herr Groll und die Wölfe von Salzburg. Roman. Otto Müller Verlag, Salzburg und Wien 2021. ISBN 978-3-7013-1290-0.

Zahlreiche weitere Arbeiten erschienen in Sammelbänden und Zeitschriften, u. a.
- Zur Lage der behinderten Menschen in Österreich. Der Kampf um ein selbstbestimmtes Leben. In: Der Streit. Zeitschrift für Kultur, Politik und Wissenschaft. Wien 1991, Nr. 39/40.
- Habsburgs Rache oder die große Revolution der kleinen Leute ist tot. In: Der Streit. Zeitschrift für Kultur, Politik und Wissenschaft. Wien 1992, Nr. 43/44.
- Fleisch von Österreichs Fleisch und Die goldenen siebziger Jahre oder Bruno Kreiskys Staatstheater. In: Hermann L. Gremliza (Hrsg.): Braunbuch Österreich. Ein Nazi kommt selten allein. KVV Konkret, Hamburg 2000, ISBN 3-930786-28-1, Ss. 49–56 und 86–97.
- Hierarchien unter behinderten Menschen. Von der Schwierigkeit des Einschleusens. Eine Geschichte. In:  Behinderte Menschen. Hrsg. vom Verein Initiativ für Behinderte Kinder und Jugendliche, Graz 2007, ISSN 1561-2791, Heft 3/4, S. 32–36.
- „Im Schatten der Karawanken“ sind die Rindviecher braun. In: Janko Ferk (Hrsg.): Luft aus der Handtasche. Rezensionen zur deutschsprachigen Literatur 2005–2012 von A bis Zeh. LIT, Wien 2014, ISBN 978-3-64350-523-1, S. 115
- Umwege zur Lust oder Herr Groll schreibt einen Brief an einen querschnittgelähmten Freund. In: Rudolf Likar, Erwin Riess (Hrsg.): Unerhörte Lust. Zur Sexualität behinderter und kranker Menschen. Otto Müller Verlag, Salzburg und Wien 2016, ISBN 978-3-70131-238-2.
- Vom Glück auf dem Feldherrenhügel. Austria as it is 2023. Nach Motiven von Charles Sealsfields Austria as ist is (1828). In: Die Sichel, Heft Nr. 8 Frühling 2023, 3. Jg. Online lesbares und herunterladbares PDF-Dokument, 327 kB. Abgerufen am 27. März 2023.

Drehbücher
- BlickBestimmung. Bilder selbstbestimmter Leben. Dokumentarfilm von Helmut Wimmer. SLI-Wien, Wien 2003, ISBN 3-95018-810-X.